# Aistė Smilgevičiūtė
Aistė Smilgevičiūtė (Plungė, 29 oktober 1977) is een Litouws zangeres.

## Biografie
Smilgevičiūtė is vooral bekend vanwege haar deelname aan het Eurovisiesongfestival 1999, in Jeruzalem. Ze won de nationale preselectie met het nummer Strazdas. In Jeruzalem kon ze geen potten breken: ze eindigde op de twintigste plek.
1994: Ovidijus Vyšniauskas · 
1999: Aistė Smilgevičiūtė · 
2001: Skamp · 
2002: Aivaras · 
2004: Linas & Simona · 
2005: Laura & The Lovers · 
2006: LT United · 
2007: 4Fun · 
2008: Jeronimas Milius · 
2009: Sasha Son · 
2010: InCulto · 
2011: Evelina Sašenko · 
2012: Donny Montell · 
2013: Andrius Pojavis · 
2014: Vilija Matačiūnaitė · 
2015: Monika Linkytė & Vaidas Baumila · 
2016: Donny Montell · 
2017: Fusedmarc · 
2018: Ieva Zasimauskaitė · 
2019: Jurijus Veklenko · 
2021: The Roop · 
2022: Monika Liu · 
2023: Monika Linkytė · 
2024: Silvester Belt · 
2025: Katarsis
- International Standard Name Identifier: 0000 0001 3319 3871
- MusicBrainz: a48ba32a-4945-4b58-862a-92b4ff6a3b4b
- Virtual International Authority File: 3246154260691624480009